# Dawid z głową Goliata (obraz Caravaggia 1610)
Dawid z głową Goliata – obraz włoskiego malarza barokowego Caravaggia, jedno z ostatnich dzieł artysty, prawdopodobnie wysłane kardynałowi Scipione Borghese z prośbą o ułaskawienie.
W 1606, znany z gwałtownego charakteru Caravaggio dopuścił się zbrodni, zabił w pojedynku, prawdopodobnie nieumyślnie, młodego mężczyznę, Ranuccio Tomassoniego. Konsekwencją tego czynu był wyrok śmierci i trwająca cztery lata ucieczka przed wyimaginowanymi i realnymi wrogami. Artysta wyjechał początkowo do Neapolu, później na Maltę i na Sycylię, cały czas zabiegając o uniewinnienie. Płótno Dawid z głową Goliata przekazane kardynałowi Scipione Borghese mogło przekonać możnego wielbiciela sztuki do wydania aktu łaski.

## Opis
Obraz przedstawia Dawida trzymającego w lewej ręce odciętą głowę Goliata. Tytułowa postać wyłania się z głębokiego mroku i staje w ostrym świetle, w prawej ręce trzyma nagi miecz, na którym widoczna jest inskrypcja „H-AS OS”, stanowiącą skrót łacińskiego przysłowia Humilitas occidit superbiam (Pokora zabija dumę). Ciało Dawida oświetlone jest ukośnie silnym strumieniem światła, które eksponuje lewe ramię unoszące głowę pokonanego olbrzyma. Jego twarz jest smutna, zamyślona, nie wyraża radości ani dumy z odniesionego zwycięstwa.
Kompozycja obrazu powoduje, że uwaga widza skupia się na głowie Goliata, która wysunięta na pierwszy plan zdaje się opuszczać ramy obrazu. Ociekająca krwią twarz wyraża klęskę, w półotwartych oczach tli się jeszcze gasnący promyk życia. Na środku czoła Goliata widoczny jest krwawy ślad po kamieniu, który go powalił.

## Interpretacje

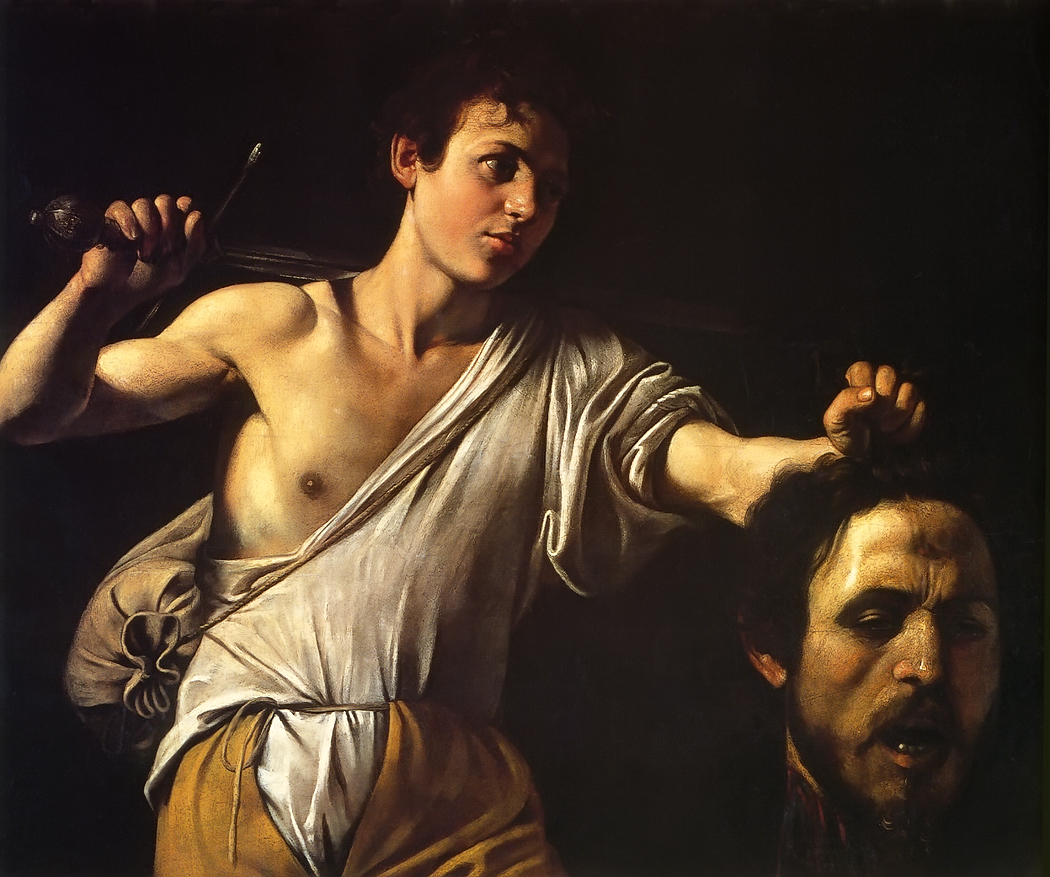
Dawid z głową Goliata, 1607, Kunsthistorisches Museum, Wiedeń

W ikonografii postać młodego Dawida zazwyczaj jest personifikacją Chrystusa, natomiast Goliat stanowi uosobienie zła, przemocy i pychy. Już w XVII wieku uważano, że twarz Goliata jest autoportretem artysty, który w ten sposób przedstawił stan własnej psychiki, świadomość klęski i upadku. W ostatnich latach swojego życia Caravaggio wręcz obsesyjne poruszał motyw ucinanych głów, m.in. w Ścięciu św. Jana Chrzciciela, za jego głowę także wyznaczono nagrodę, a wizja gwałtownej śmierci wydawała mu się bardzo prawdopodobna. Obraz pełni więc funkcję malarskiego rachunku sumienia i rozliczenia dotychczasowego życia, jest błaganiem malarza o łaskę i przyznaniem się do winy.
Współczesne interpretacje dzieła są bardziej ogólne, Gustaw Herling-Grudziński dostrzega w obrazie zapis tryumfu Dobra nad Złem i akcentuje znaczenie światła, które Dobro symbolizuje i podkreśla. Tym samym autor definiuje całą twórczość Caravaggio, w której światło i cień wyrażają widzialny i niewidzialny świat.
W Kunsthistorisches Museum znajduje się inna, wcześniejsza wersja Dawida z głową Goliata, która powstała ok. 1607. Obraz z Wiednia jest mniej ekspresyjny i bardziej tradycyjny w ujęciu tematu w porównaniu do płótna z Rzymu. W muzeum Prado w Madrycie znajduje się nieco inne dzieło, ale dotyczące tego samego motywu – Dawid i Goliat.